# 부여 김광악 정려
부여 김광악 정려는 충청남도 부여군 부여읍에 있다. 2008년 12월 15일 부여군의 향토문화유산 제98호로 지정되었다.

## 개요
김광악은 본관은 경주이고 자는 동첨(東瞻)·수이(秀而), 호는 독좌와(獨座窩)이다. 어려서부터 효동이라 불렸으며, 공적으로는 영조가 병환에 있을 때 게장을 구하자 스스로 포구로 나가 게를 잡아 게장을 만들어 전공하였다 한다. 이 정려각은 정면 1칸, 측면 1칸의 규모이며, 사료를 통하여 조성연대(1814년)가 분명히 확인되는 조선후기 정려건축으로 약200년 가까이 되는 건축사적 가치를 지니고 있다.

## 참고 문헌
- 부여 김광악 정려 - 부여군향토문화유산